# Цементома
Цементома — медленнорастущая опухоль ткани, которая по строению напоминает цемент зуба (тонкий слой костной ткани на поверхности корня зуба), характеризующееся поражением области корней зубов.
Заболевание развивается редко, наблюдаются в основном у женщин. Обычно жалоб у пациентов нет. Чаще всего врачи диагностируют цементому случайно, при рентгене зубов, пораженных каким-либо другим путём. Опухоль растет медленно, при этом немного деформируя челюсть.
Цементома не является исключительным заболевание зубов, поскольку иногда может возникать в других частях тела, таких как длинные кости.
Основой лечения данного заболевания является резекция пораженного участка челюсти.
Цементома выделятся в отдельную группу опухолей и подразделяется на следующие типы: доброкачественная цементобластома; цементирующая фиброма; периапикальная цементная дисплазия; гигантоформая цементома.

## Признаки
Цементома характеризуется значительным утолщением цемента вокруг корней зубов. Основными пораженными зубами могут быть молочные и постоянные зубы, пораженные коренные и премоляры. Новообразование обычно доброкачественное и безболезненное. Хотя симптомы могут быть незаметны, по мере увеличения роста могут возникать тупая боль и гиперчувствительность дентина. Видимость цементомы может увеличиваться по мере роста и вызывать искажение/опухание лица и прилегающих областей, а также смещение зубов, неправильный прикус, в некоторых случаях, перфорацию кортикального слоя, деформацию челюсти и патологический перелом.

## Причины
- травмы полости рта: повреждение слизистой краями разрушенных зубов, сколами пломб, плохо подогнанными ортопедическими конструкциями, ушибы челюсти;
- присутствие инородных тел: пломбировочного материала, инструментов, штифтов в корневых каналах;
- хронические воспалительные болезни полости рта: периодонтит, остеомиелит челюстей, актиномикоз ЧЛО и др.

## Патогенез
Патогенез цементом остается неизвестным. Ученые допускают, что имеет место реактивный или диспластический процесс. На патологоанатомическом уровне при цементоме происходит прогрессирующая резорбция нормальной альвеолярной кости с замещением ее фиброзной тканью, состоящей из фибробластов, коллагена и различного количества костных кальцификатов.
Начальная стадия развития цементомы характеризуется пролиферацией фибробластов и коллагеновых волокон в апикальной области периодонтальной связки, в результате чего возникает резорбция мозгового вещества, окружающего апекс. На данном этапе на рентгенограмме видны зоны разрежения костной ткани, имеющие большое сходство с периапикальными очагами инфекционного трансдентального происхождения. В дальнейшем во время второй стадии развития цементомы происходит дифференцировка цементобластов. Это, в свою очередь, способствует появлению участков повышенной минерализации. При третьей стадии наблюдается оссификация фиброзной ткани. Поражение выглядит как кальцификация ограниченной плотности, окруженная узким радиопрозрачным ободком.

## Классификация

#### Истинная цементома
Опухоль развивается без выраженной клиники. Чаще новообразование диагностируют случайно во время проведения рентгенографии зуба, связанного с цементомой, или соседних зубов. При гистологическом исследовании цементомы выявляют грубоволокнистую соединительную ткань с разной степенью кальцификации. Опухоль окружена оболочкой, отграничивающей патологически измененные ткани от здоровой кости. Микроскопически новообразование имеет сходство с остеоид-остеомой, болезнью Педжета.

#### Цементирующаяся фиброма
Заболевание протекает со стертой симптоматикой. При разрастании цементома истончает кортикальный слой кости, от давления на надкостницу возникает нерезкая болезненность. Гистологически цементирующая фиброма представляет собой доброкачественное новообразование, состоящее из переплетающихся между собой клеток и волокон соединительной ткани с выраженными зонами минерализации. Цементирующая фиброма, как и истинная цементома, имеет внешнюю капсулу.

#### Периапикальная цементная дисплазия
Чаще локализуется во фронтальном отделе тела нижней челюсти. Характеризуется появлением множественных патологических очагов, которые не превышают 1 см в диаметре и не распространяются на кортикальную пластинку. В своем развитии опухоль проходит 3 стадии: остеолитическую, кальцифицирующую и зрелую. На рентгенограмме наряду с деструкцией костной ткани выявляют участки повышенной минерализации.

#### Гигантоформная цементома
Характеризуется интенсивной трансформацией соединительной ткани в цементную. На рентгенограмме обнаруживают участок округлой или овальной формы, плотно спаянный с корнем зуба. Степень плотности гигантоформной цементомы имеет большое сходство со структурой твердых тканей зуба. Периодонтальная щель не прослеживается, клеточные элементы практически отсутствуют.

## Лечение
При выявлении истинной цементомы и цементирующей фибромы проводят удаление опухоли полости рта с резекцией части пораженной кости. Зуб, вовлеченный в патологический процесс, также подлежит удалению. Лечение периапикальной цементной дисплазии имеет свои особенности. Поскольку тенденции к активному опухолевому росту не наблюдается, данный тип цементом не требует удаления. Также не применяют оперативный метод лечения при диагностировании гигантоформной цементомы. Пациенту назначают регулярные осмотры с целью наблюдения за характером изменений в динамике для своевременного выявления осложнений.
При периапикальной цементной дисплазии избегают удаления зубов. Отторжение склеротических цементоподобных масс происходит в течение длительного отрезка времени и приводит к выздоровлению. Формирование углубления блюдцеобразной формы в участке пораженной кости может ускорить восстановительные процессы. Так как жизнеспособность пульпы сохранена, эндолечение не проводят.